# Nieuw-Apostolische kerk (Geleen)
De Nieuw-Apostolische kerk is een Nieuw-Apostolisch kerkgebouw, gelegen aan de Henri Hermanslaan 33 te Geleen.
Het betreft een achthoekige kerkzaal, voorzien van een tentdak, en gebouwd in 1975. Aan het achthoekige gebouw is een vleugel gebouwd waarin zich nevenruimten bevinden.